# 鏢局

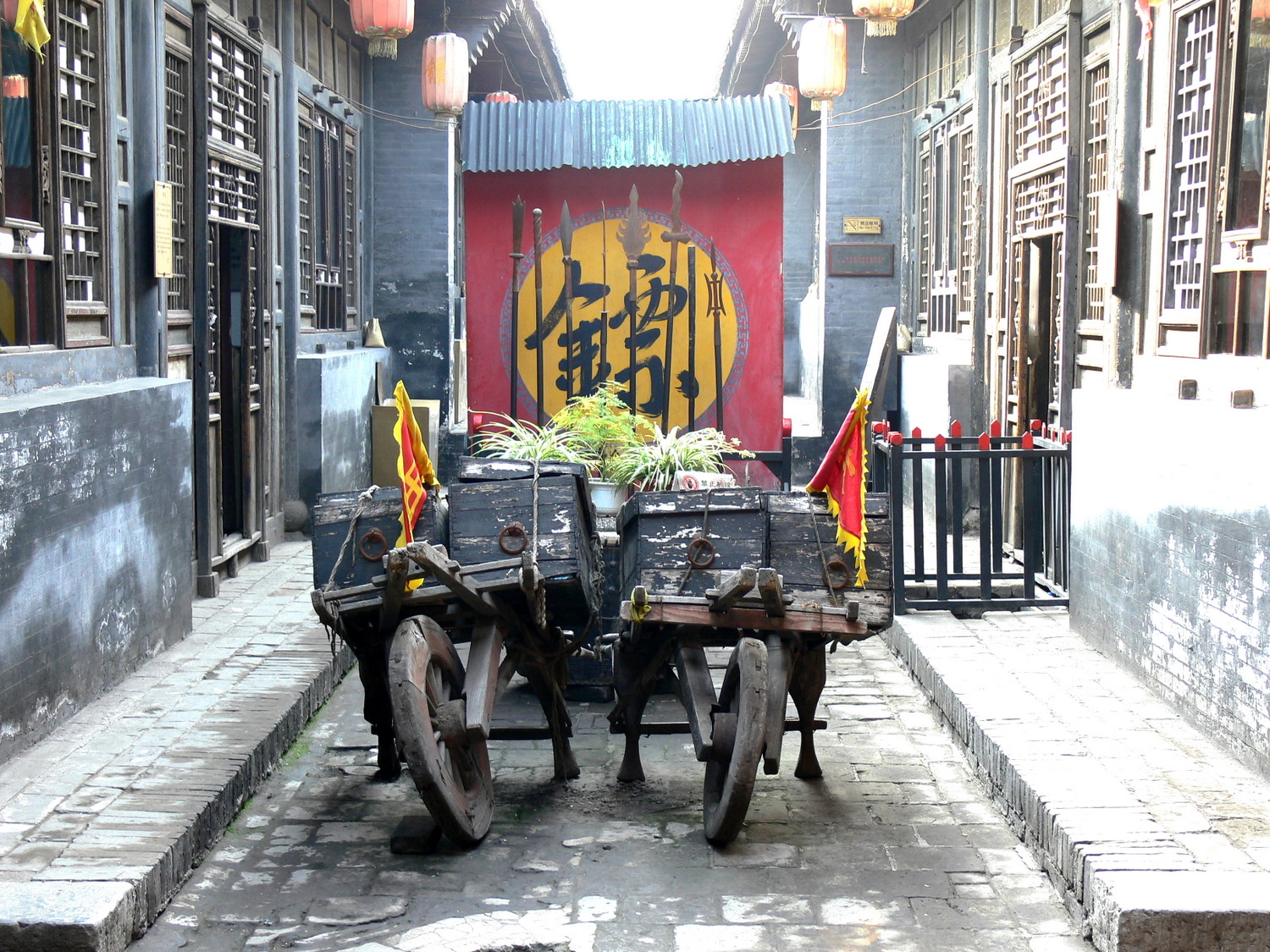
平遥古城的镖局

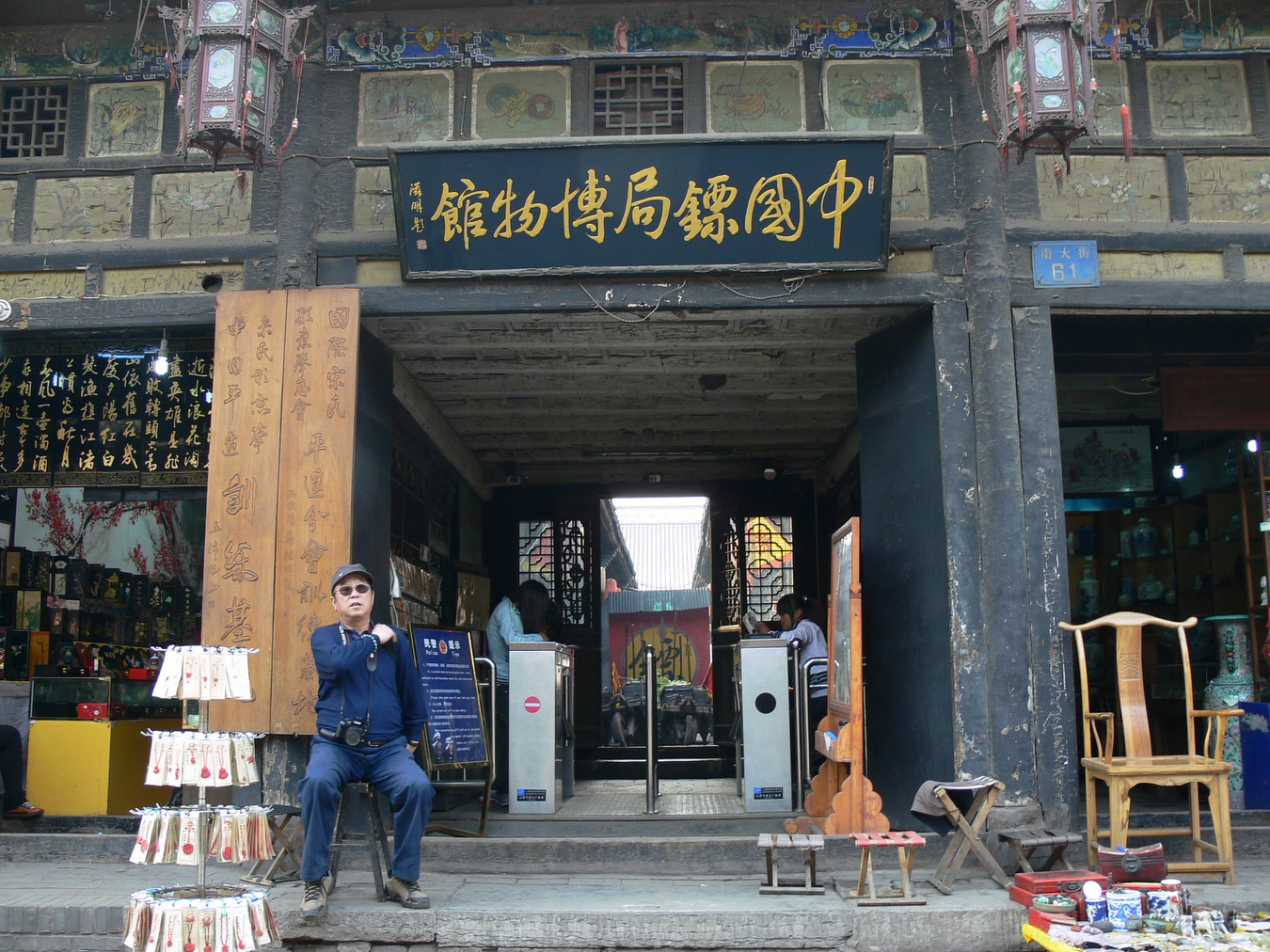
位于山西平遥的「中国镖局博物馆」

鏢局，亦写作“标局”，或作鏢行，是安全押運公司和保安公司的前身，是第三產業保安和保全服務業、商業組織。鏢局架構上是合夥的組織形式並行股份制，与律師行和會計師行佷類似，學徒學師三年出師後就成鏢師，也叫達官爺，在鏢行有身股，鏢局也替鏢師捐納候補之銜。鏢車掛出的旗幟名為鏢局旗幟。送鏢時掛旗是为了讓來者了解，看在鏢局江湖地位，山賊强盗打劫都要量力而為。

## 起源
起源于明朝正德年間，初稱「標行」、「打行」（詳見《堅瓠集》、《金瓶梅詞話》第五十五回），集運輸、武術和保安的民營武裝機構。主要运送货物为当时作为一般等价物的现银运输，同时也承接贵重物品的运输，使押送的財物安全的運送。其目的主要是为了满足当时的銀號等货币交割需要。
明代最有名的標兵出自山東東昌府臨清州，如防護山東東兗東路署總兵官劉源清上書奏請朝廷「募保標之兵」二千人，萬曆年間河南道監察御史盧謙亦於公文中寫道：「蓋臨清以護送標客為生業，其習于武事，無人不然。」；陝西監察御史牟志夔上疏：「有兵之處，以所募之兵應。如河南之毛兵（毛葫蘆兵）、少林之僧兵、山東臨清之獲（護）送標兵之類，并他州縣驍勇應募者。」

### 鏢業行規
鏢業的規模有分為跨省路道營運的鏢局，只在區域地方路線運營的鏢戶，由個體戶獨行運營的鏢師。
鏢局通常接官府督辦官餉運輸的官鏢，或富商票號的民餉運輸的民鏢，並收取談定鏢資的銀餉承辦護運貨品的運輸安全工作。其轄下會僱傭數十個以上鏢師（具體保鑣的鏢師人數要看押鏢貨箱資本份量與談定鏢資而定），由資深鏢師擔當鏢頭，負責押標的指揮號令與運輸路線的探勘判斷。押標過程中，鏢頭會以暗號口令指揮隨行鏢師注意警戒周圍路途安全，同時會以所屬鏢局特有口號沿途喊號以警告嚇阻意圖劫鏢盜匪。
如果半途遇到盜匪攔路阻擋去路，鏢頭會示意隨行鏢師待命警戒，鏢頭上前與盜匪頭目以口號喻令談判交涉，直到讓盜匪頭目願意放棄劫鏢打算主動退走放行。除非盜匪頭目執意要劫鏢時，鏢頭才會號令隨行鏢師以武力強行驅逐盜匪團伙，上述情況主要應對純粹搶標不想動真格受傷的盜匪之應對範例，此情況稱之軟鏢。
合格的鏢師，除了要武藝傑出之外，還要會與不同社會階層人士打交道的社交能力與談判溝通力，對運輸路線的規劃與運途過程的安全保障的警覺性，避開易受劫鏢襲擊風險路段的預判性等諸多複合能力。

### 常規兵器
早期鏢師會配備如短矛、大刀、飛鏢、弩［［等等］］各式官府批准攜帶的防衛用途兵器，到了清朝中後期也會配備如鳥銃、洋槍等熱兵器應對來犯的盜匪。

### 鏢局行業衰退與沒落
鏢局的衰退主要受到清朝末期到民國前期軍閥混戰時期，歐美列強在中國各地租界地區引入新興產業（如现代金融业、銀行等）的衝擊，與各地軍閥或盜匪容易取得火力更強的西式熱兵器的槍砲，以此掠奪貨品後，原來從事鏢行業務的鏢師們只能改行從事其他產業工作謀生。

## 清代著名镖局
- 兴隆镖局，清乾嘉年间，北京順天府前门外大街，【神拳无敌】张黑五。
- 会友镖局，1845年－1921年，北京前门外粮食店街，曾为李鸿章在京家宅护院，【三皇炮捶门】宋彦超。
  - 著名鏢師：李堯臣
- 源顺镖局，1878年－1900年，北京珠市口南大街西半壁街13号，【大刀王五】王子斌。
- 玉永镖局，清嘉庆－1838年，江苏苏州，【长眉老道】张德茂。
- 昌隆镖局，1840年－1901年，江苏苏州，【铁腿左二把】左昌德。
- 广盛镖局，1802年－1830年，河南赊店，【心意拳宗师】戴二闾。
- 同兴公镖局，1855年－1913年，山西平遥，【神枪面王】王正清。
- 成兴镖局，1878年－1900年，河北沧州，【镖不喊沧州】李冠铭。
- 三合镖局，河北张家口，【公议拳传人】安晋元。
- 万通镖局，河北保定，【单刀李】李存义。

## 注解
1. ↑  明朝正德年間，民間出現一種名為“打行”的組織，到了萬歷年間，逐漸盛行於各大城市。
2. ↑  万曆詞話本《新刻金瓶梅詞話》：「家裡開著兩個綾緞鋪，如今又要開個標行，近的利錢也委的無數。」第六十六回，亦有西門慶等人預備搭「標船」出門的情形。